# Andreas Sentker
Andreas Sentker (* 1964 in Nordhorn) ist ein deutscher Journalist. Er ist geschäftsführender Redakteur der Wochenzeitung Die Zeit und Herausgeber des Magazins Zeit Wissen.

## Leben
Nach dem Abitur 1984 am Gymnasium Nordhorn und einem anschließenden Studium generale am Leibniz Kolleg studierte Sentker von 1986 bis 1994 Biologie und Rhetorik an der Eberhard Karls Universität Tübingen. Das Studium schloss er 1994 mit einem Diplom in Biologie ab. Bereits während seines Studiums arbeitete Sentker als freier Journalist für das Schwäbische Tagblatt, die Stuttgarter Zeitung, Die Zeit und die taz.
1995 kam Sentker zur Wochenzeitung Die Zeit, seit 1996 ist er Redakteur im Ressort Wissen, dessen Leiter er 1998 wurde. Seit Oktober 2005 ist Sentker Herausgeber des Magazins Zeit Wissen, seit 2015 Mitherausgeber des Gesundheitsmagazins Zeit Doctor und seit 2019 geschäftsführender Redakteur der Zeit.
2009 war Andreas Sentker ein halbes Jahr als Visiting Fellow am Center for European Studies (CES) der Harvard University tätig. Seit 2017 hat er einen Lehrauftrag für Rhetorik an der Eberhard Karls Universität Tübingen inne.
Er ist Buchautor und Herausgeber verschiedener Buch-Editionen von Zeit Wissen. Gemeinsam mit Ulrich Blumenthal moderiert Andreas Sentker seit 2001 die von ihm mitbegründete Veranstaltungsreihe Zeit Forum Wissenschaft. Seit April 2018 veröffentlicht er zusammen mit Sabine Rückert den Podcast Zeit Verbrechen, in dem alle zwei Wochen die Entwicklung und Aufklärung einer Straftat erläutert wird.
Andreas Sentker ist Mitglied im Kuratorium des Max-Planck-Campus in Tübingen sowie Jurymitglied des Georg von Holtzbrinck Preises für Wissenschaftsjournalismus.

## Publikationen (Auswahl)
- mit Ulrich Schnabel: Wie kommt die Welt in den Kopf – Reise durch die Werkstätten der Bewußtseinsforscher. Rowohlt, Reinbek bei Hamburg 1997, ISBN 3-499-60256-3.
- mit Klaus Wöhrmann und Jürgen Tomiuk: Früchte der Zukunft – Grüne Gentechnik. Wiley-VCH, Weinheim 1999, ISBN 3-527-29624-7.
- Unser geheimnisvolles Ich. Die ZEIT. Springer Spektrum, Berlin / Heidelberg, ISBN 3-662-46973-1.
- mit Frank Wigger: Rätsel Ich – Gehirn, Gefühl, Bewusstsein. In: Zeit-Wissen-Edition. Band 1. Spektrum, Berlin / Heidelberg 2007, ISBN 978-3-8274-2159-3.
- mit Frank Wigger: Triebkraft Evolution – Vielfalt, Wandel, Menschwerdung. In: Zeit-Wissen-Edition. Band 5. Spektrum, Heidelberg 2008, ISBN 978-3-8274-2000-8.
- mit Frank Wigger: Planet Erde – Umwelt, Klima, Mensch. In: Zeit-Wissen-Edition. Band 2. Spektrum, Heidelberg 2008, ISBN 978-3-8274-1991-0.
- mit Urs Willmann (Hrsg.): Das Wissen dieser Welt – Der ZEIT-Bildungskanon. Spektrum, Heidelberg 2009, ISBN 978-3-8274-2089-3.
- mit Petra Pinzler: Wie geht es der Erde? – Eine Bestandsaufnahme. KomplettMedia, München / Grünwald 2019, ISBN 978-3-8312-0543-1.

## Auszeichnungen
- 2003: Essener Universitätspreis[5]
- 2005: Eduard-Rhein-Preis
- 2011: Innovationspreis der Gregor-Mendel-Stiftung[6]
- 2011: InnoPlanta-Preis[7]
- 2019: LeadAward in Gold in der Kategorie Podcast[8] (gemeinsam mit Sabine Rückert)
- 2020: Deutscher Podcastpreis in der Kategorie Beste journalistische Leistung[9] (gemeinsam mit Sabine Rückert)